# Al-Kadisijja (muhafaza)
Al-Kadisijja (arab. القادسية) – jedna z 18 prowincji Iraku. Znajduje się w centralnej części kraju. Stolicą prowincji jest Ad-Diwanijja. 
Od 2003 do 2008 stacjonowały tutaj wojska Wielonarodowej Dywizji Centrum-Południe pod polskim dowództwem.

## Władze prowincji
- Przewodniczący Rady Prowincji:
  - Husajn al-Chalidi
- Gubernator:
  - Chalil Dżalil Hamza (do 11 sierpnia 2007),
  - Hamid al-Chudari,
  - Salim Husajn Alwan
- Zastępca Gubernatora:
  - Diaa Abdulkarim